# Hamatostrepta
Hamatostrepta là một chi rêu trong họ Anastrophyllaceae.